# Markus Schupp
Markus Schupp (Idar-Oberstein, 7 gennaio 1966) è un dirigente sportivo, allenatore di calcio ed ex calciatore tedesco, di ruolo centrocampista.

## Palmarès

### Giocatore

#### Competizioni nazionali
- Campionato tedesco: 2

Kaiserslautern: 1990-1991
Bayern Monaco: 1993-1994
- Campionato austriaco: 2

Sturm Graz: 1997-1998, 1998-1999
- Coppa di Germania: 1

Kaiserslautern: 1989-1990
- Coppa d'Austria: 1

Sturm Graz: 1998-1999
- Supercoppa d'Austria: 2

Sturm Graz: 1998, 1999